# Hòa Định
Hòa Định là một xã thuộc huyện Chợ Gạo, tỉnh Tiền Giang, Việt Nam.

## Địa lý
Xã Hòa Định có diện tích 13,59 km², dân số năm 2013 là 8.136 người, mật độ dân số đạt 599 người/km².

## Lịch sử
Ngày 30 tháng 9 năm 2020, HĐND tỉnh Tiền Giang ban hành Nghị quyết số 18/NQ-HĐND về việc thành lập ấp Long Hòa trên cơ sở ấp Long Định và ấp Hòa Thới.